# إيرفين سميث
إيرفين سميث (بالإنجليزية: Irvin Smith)‏ هو لاعب كرة قدم أمريكية ولاعب كرة القدم الكندية أمريكي، ولد في 12 مارس 1967 في بيثيسدا في الولايات المتحدة.